# Asensio Navarro
Asensio Navarro Tatay es un ex ciclista profesional español. Nació en Valencia el 17 de noviembre de 1970. Fue profesional entre 1991 y 1995 ininterrumpidamente.
Pasó al campo profesional de la mano de Javier Mínguez, en el equipo Amaya Seguros.
Su labor siempre era la de gregario de los diferentes jefes de filas que tuvo (Laudelino Cubino, Fabio Parra, Jesús Montoya, Eduardo Chozas...). Siempre se sacrificaba por el equipo.
Después de ganar el campeonato de España de ciclismo en ruta en Júniors, su paso al profesionalismo levantó unas expectativas que nunca llegaron a cumplirse.

## Palmarés
1987
- 1º en Campeonato Nacional, Ruta, Juniores, España, España

1994
- 1º en 7ª etapa Volta a Portugal do Futuro, Portugal

## Equipos
- Amaya Seguros (1991-1993)
- Artiach (1993-1995)